# 이택근 (축구 선수)
이택근(李宅根, 2001년 12월 15일 ~ )은 대한민국의 축구 선수로, 포지션은 왼쪽 풀백, 왼쪽 윙어, 왼쪽 측면 미드필더이다. 현재 K리그1 수원 FC 소속이다.